# Kornthas Rujeerattanavorapan
Kornthas Rujeerattanavorapan (กรธัสส์ รุจีรัตนาวรพันธ์; antigo nome: Saran Rujeerattanavorapan (ศรัณย์ รุจีรัตนาวรพันธ์); nascido em 25 de outubro de 1993), conhecido pelo apelido de Max (แม้ก) é um ator, modelo e apresentador de televisão tailandês. Ele é mais conhecido por seus papéis em Why R U? (2020), Y-Destiny (2021), Cutie Pie (2022), Naughty Babe (2023) e Two Worlds (2024).

## Início da vida e educação
Max nasceu na Tailândia em 25 de outubro de 1993. Ele estudou Engenharia Civil na Universidade de Tecnologia de Thonburi, em King Mongkut. Max tinha o primeiro nome Saran, mas mudou para Kornthas no início de 2022 após consultar um monge budista.

## Carreira
Em 2017, ele fez sua estreia como ator convidado na série Diamond Eyes. Em 2020, ele estreou como Dew, papel coadjuvante na série Why RU? ao lado de Natasitt Uareksit (Nat). Em 2021, ele conseguiu seu primeiro papel principal na série Y-Destiny.
Em 2022, ele estreou como Phayak Chatdecha Chen (Yi) na série Cutie Pie. Em 2023, ele reprisou o papel em Naughty Babe, e depois fez uma participação especial no remake coreano de Why RU?. Em 2024, ele estreou como Thai em Two Worlds.

## Filmografia

### Televisão
| Ano  | Título                       | Personagem                  | Notas            | Canal          |
| ---- | ---------------------------- | --------------------------- | ---------------- | -------------- |
| 2017 | Diamond Eyes                 | Max                         | Papel convidado  | Mono 29        |
| 2020 | Why R U?                     | Dew                         | Papel recorrente | LINE TV, One31 |
| 2020 | You Never Eat Alone          | Sun                         | Papel convidado  | AIS Play       |
| 2021 | Y-Destiny                    | Sun                         | Papel principal  | AIS Play       |
| 2021 | Close Friend                 | Titan                       | Papel principal  | Viu            |
| 2022 | Cutie Pie                    | Phayak Chatdecha Chen (Yi)  | Papel recorrente | Workpoint TV   |
| 2022 | War of Y                     |                             | Papel convidado  | AIS Play       |
| 2023 | Boyband                      | Comerciante                 | Papel recorrente | GMM 25         |
| 2023 | Love Me Again                | Jimmy                       | Papel principal  | Viu            |
| 2023 | Why R U?                     | Ele mesmo                   | Papel convidado  |                |
| 2023 | Naughty Babe                 | Phayak Chatdecha Chen (Yi)  | Papel principal  | iQIYI, One31   |
| 2023 | Y Journey: Stay Like a Local | Nueng                       | Papel principal  |                |
| 2023 | Marry’s Mission              | Pakorn                      | Papel recorrente |                |
| 2024 | Two Worlds                   | Thai                        | Papel principal  | iQIYI          |
| 2025 | Zomvivor                     | Thorn                       | Papel principal  |                |
| TBA  | Your Third                   | Song/Traiphop Adisuan (Sam) | Papel principal  |                |
| TBA  | Suntiny                      | Sun                         | Papel principal  |                |
| TBA  | Restart                      |                             | Papel principal  |                |
| TBA  | Ho Tua Di                    |                             |                  |                |